# Jean Vincent de Crozals
Jean Vincent de Crozals, né le 8 août 1922 à Toulouse et mort le 9 août 2009 à Antibes, est un sculpteur et peintre français.
Ses sculptures et peintures font l'objet de nombreuses commandes d'État, de l'Église et de collections privées en France et à l'étranger.

## Biographie
Jean Vincent de Crozals est né le 8 août 1922 à Toulouse. Après une jeunesse dans le Sud de la France et en Tunisie où il a aussi passé son service militaire dans le cadre de la campagne de Tunisie (1942-1943), l’autodidacte se fixe à Vence fin 1945 pour y travailler comme artiste.
Il y fait la connaissance de sa première épouse Annelies Nelck (1925-2014), elle-même artiste peintre sous le pseudonyme d’« Anatole ».

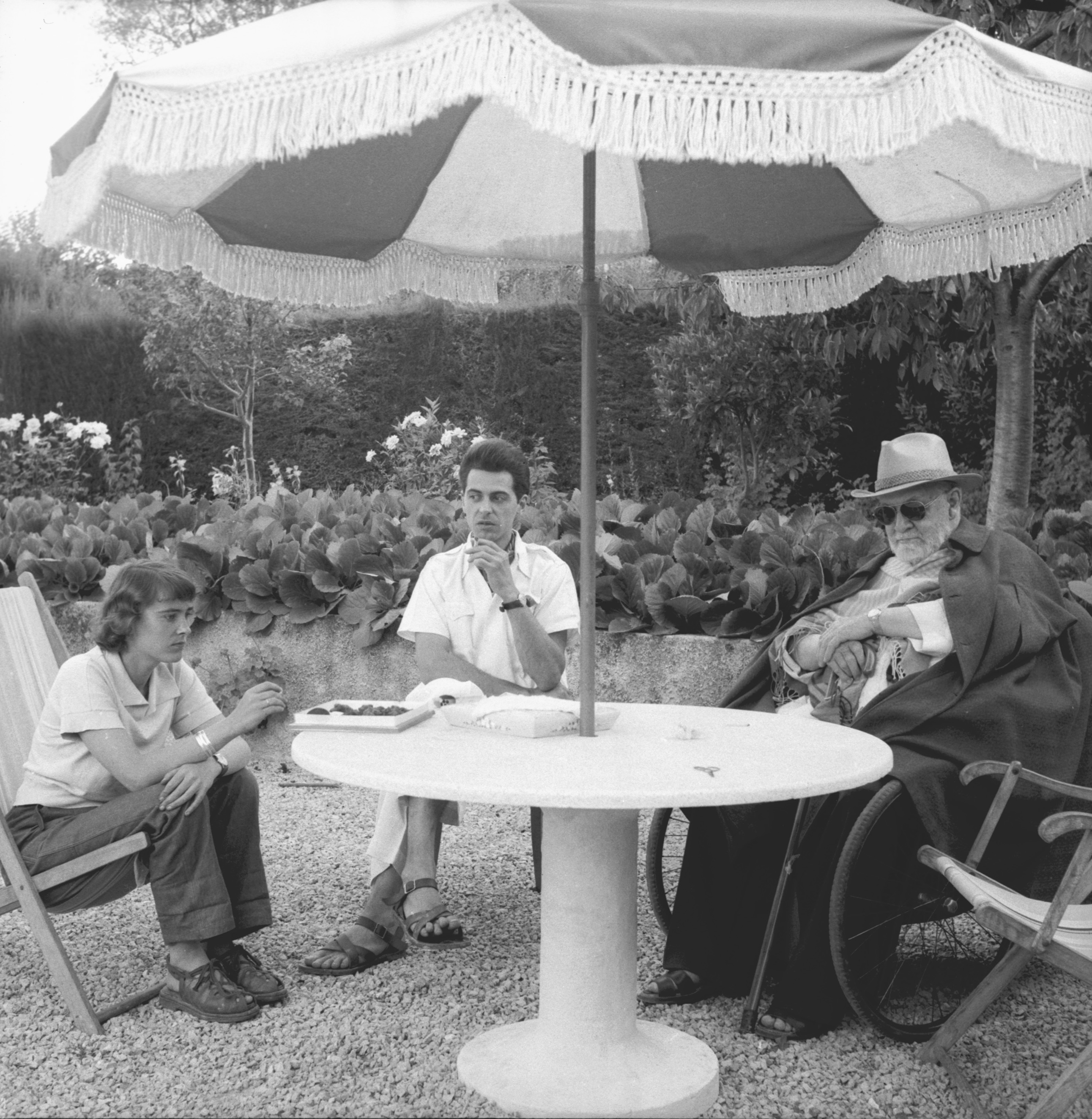
Henri Matisse, Jean Vincent de Crozals et Annelies Nelck dans les jardins de la villa La Jonque à Vence en 1953.

En 1949, Henri Matisse demande à Jean Vincent de Crozals de lui servir de modèle pour les peintures du Christ de la chapelle du rosaire de Vence. Avec son physique mince, musclé, la peau mate et le visage passionné aux traits fins, Crozals est prédestiné à cette tâche. Étant très croyant et ayant une intuition exceptionnelle, il peut s’identifier à tout ce qui le touche fortement et Matisse s’en  aperçoit vite.

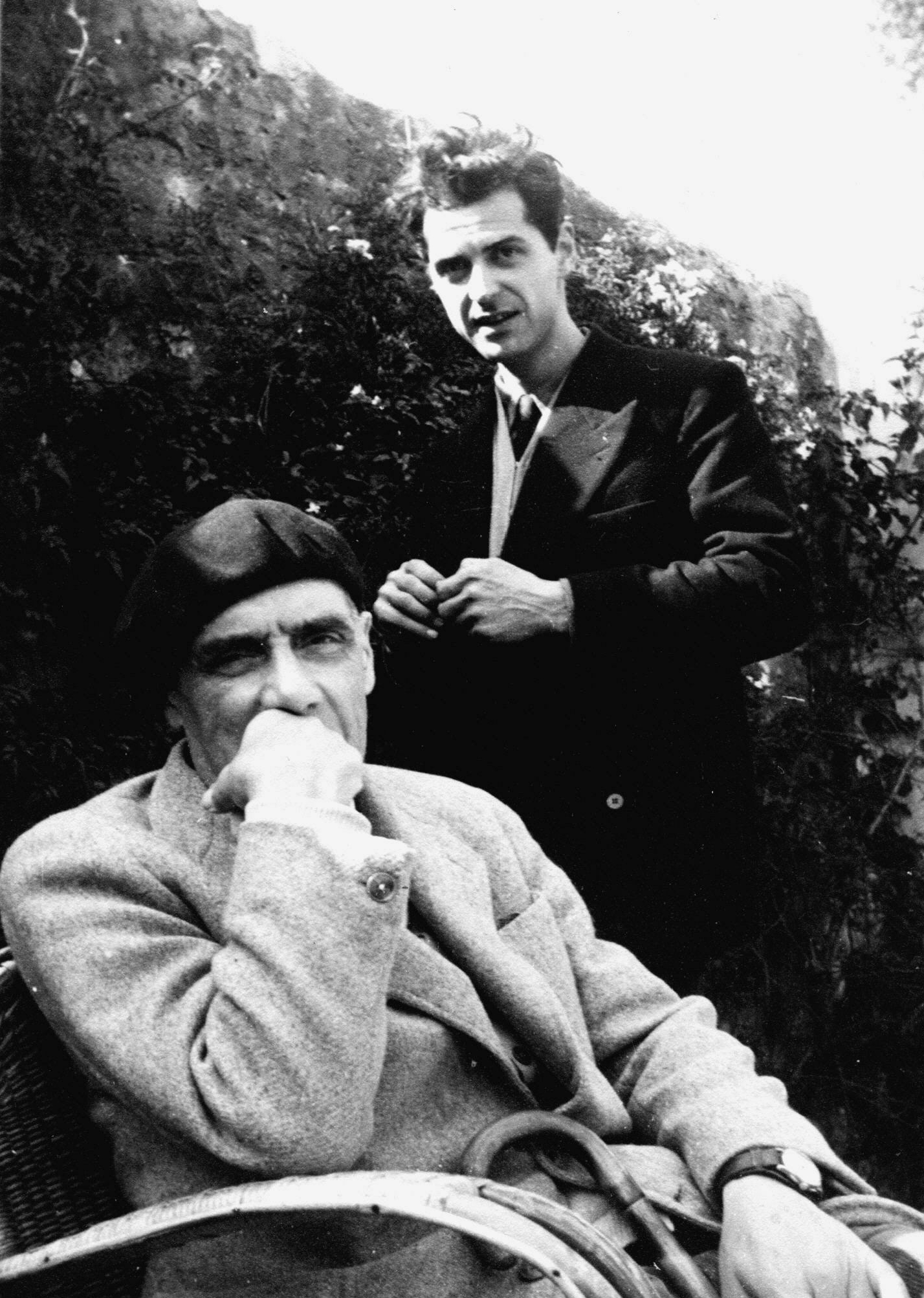
Jean Vincent de Crozals et Henri Laurens (à gauche) vers 1950.

Henri Matisse et Henri Laurens, que celui-ci rencontre par le biais de Matisse, ont fortement impressionné l'artiste et considérablement influencé son travail. Après une période de sculptures en terre cuite et en bois, Crozals crée des sculptures en aluminium ainsi qu'en fer forgé galvanisé qui suscitent un grand intérêt.

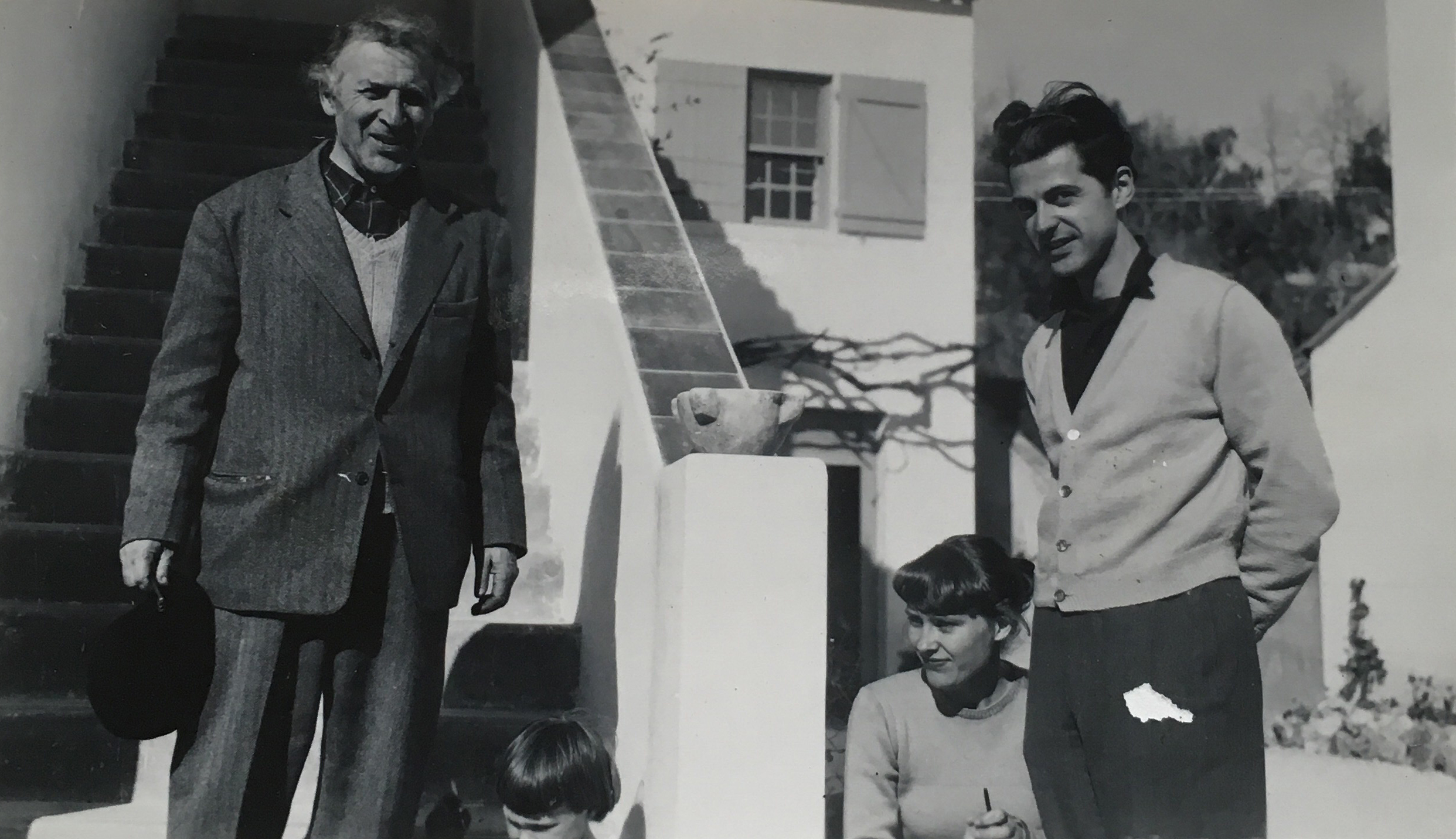
Jean Vincent de Crozals, Anatole Nelck et Marc Chagall (de droite à gauche) en 1951.

Marc Chagall engage Jean Vincent de Crozals de 1950 à 1951 à Vence pour la réalisation de divers travaux de céramiques.

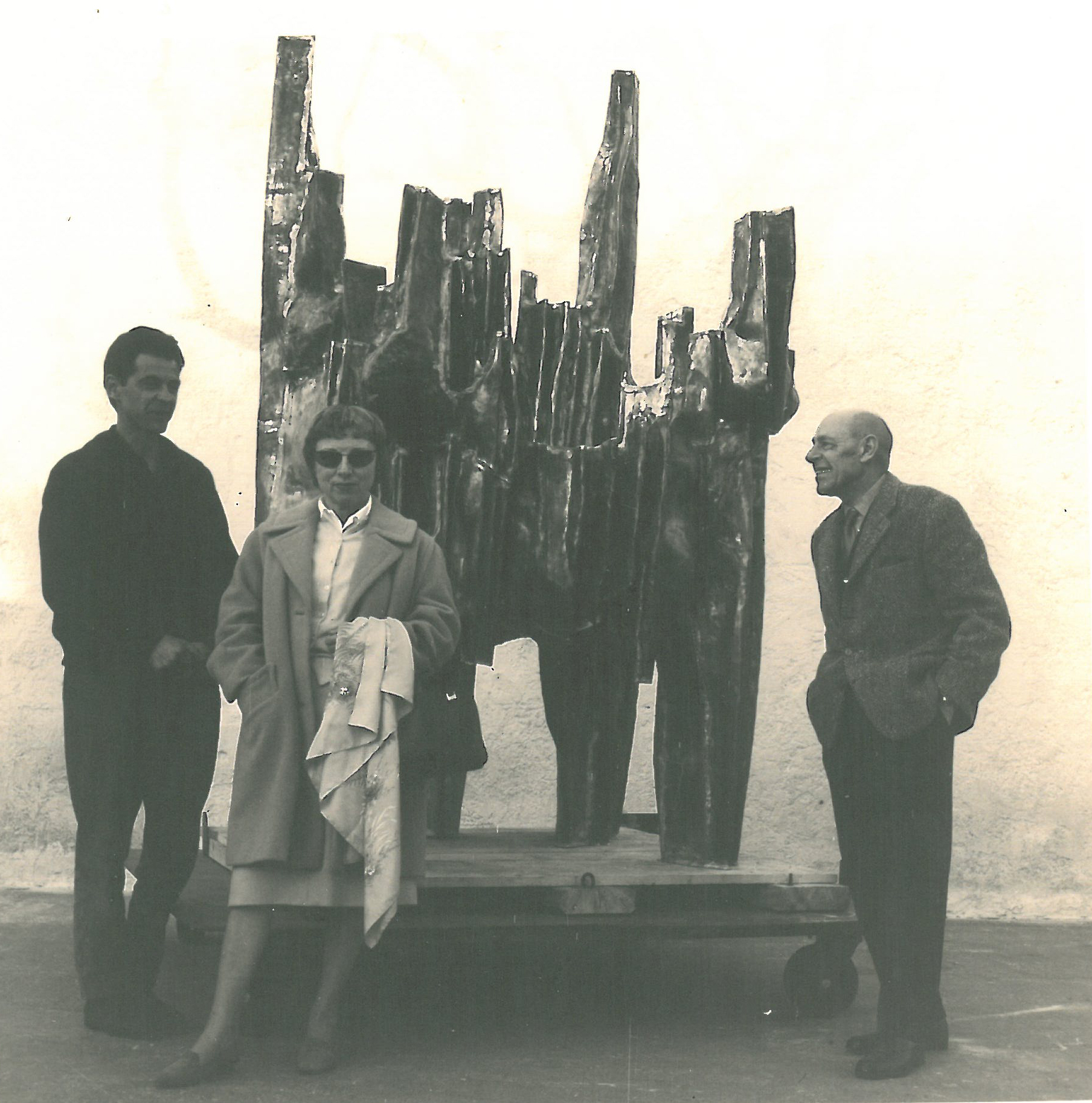
Jean Vincent de Crozals, Jean Dubuffet (à droite) et épouse Dubuffet à la villa Gaudissart en 1964.

De 1958 à 1971, Jean Vincent de Crozals réalise régulièrement des travaux de sculptures et de peintures pour Jean Dubuffet à Paris. Ils nouent une étroite amitié accompagnée par de nombreux échanges d'analyses sur leurs arts respectifs. En 1964, Jean Dubuffet invite Crozals à devenir membre de la Compagnie de l’art brut dont il est le président.
En 1974, Jean Vincent de Crozals s'installe dans la commune de Nörvenich en Allemagne avec sa deuxième épouse Hannelore Micknass et leurs deux fils Cyrille et Jean Marie de Crozals. Après avoir travaillé à Vence surtout avec la terre cuite, le bois, la pierre, le fer et l'aluminium commence alors une nouvelle phase pour l'artiste avec une importance pour le bronze et le papier mâché.

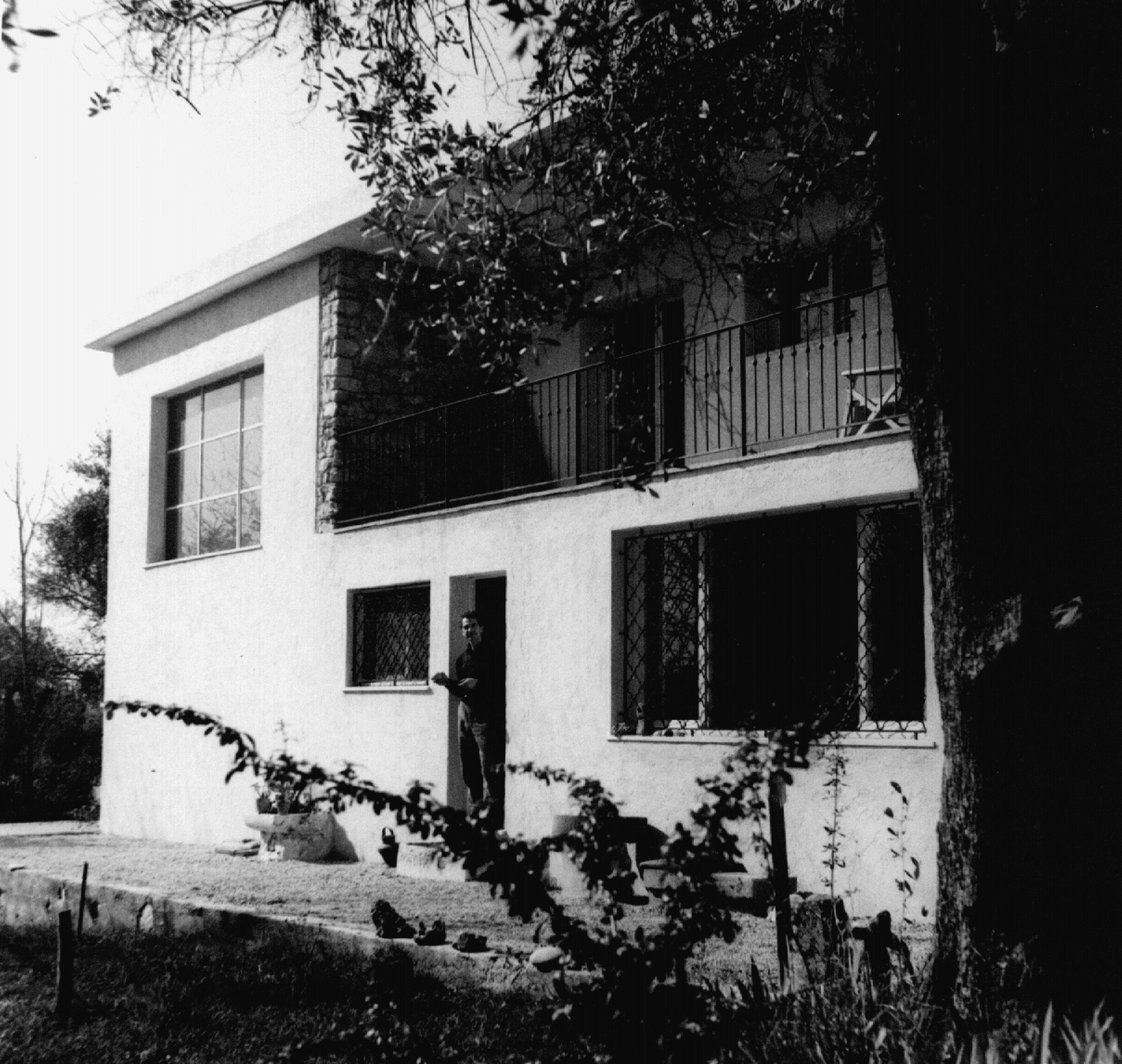
Villa Gaudissart, l'atelier de l'artiste en 1960.

Son lien avec le Sud de la France étant très étroit, Jean Vincent de Crozals voyage régulièrement dans sa résidence à Vence pour y travailler dans son atelier et organiser des expositions de ses œuvres en France. Vers la fin de ses jours, Crozals retourne de façon définitive à Vence. Il meurt le 9 août 2009 à Antibes.
Comme il l’a demandé, les cendres de Jean Vincent de Crozals ont été dispersées au pied d’un pin maritime dans le jardin du souvenir du crématorium de Nice.

## Œuvres
Les matériaux que Jean Vincent de Crozals utilise pour ses sculptures sont la terre cuite, le bois, la pierre, le béton armé, le fer, le cuivre, l’aluminium, le bronze et le papier mâché. Pour ses dessins l'artiste utilise la gouache et l’encre de Chine.
Dans son œuvre hiératique et silencieuse, c’est toujours la nature et le temps qui s’assurent la maîtrise. Elle conserve du minéral ou du végétal ce qui fut autrefois entièrement défini, et ne concerne plus que les rythmes et tensions essentiels que l’érosion et les vents ont épargnés. Sa recherche tend à conserver dans un dépouillement médité ces signes et forces de résistance qui permettent au spectateur de retrouver, dans cette œuvre érodée, sa lointaine origine.
Jean Vincent de Crozals décrit le fondement de son travail ainsi : 

« Cette usure silencieuse du temps qui travaille les matériaux, ces fascinantes erosions, ont toujours attiré mon attention – ne laissant d’eux qu’un essentiel qui si profondément les caractérise. Se fait alors ce silence où l’esprit recrée ce qui fut effacé et uni tout ensemble sur ce reste et le temps et la forme. Sols érodés sous le soleil de Méditerranée, calcaires usés jadis par les eaux des glaciers, troncs d’arbres desséchés ou brûlés de foudres, ont été pour moi visions familières et révélatrices. Et me venait le besoin de faire des œuvres elles-mêmes comme érodées. Sculptures issues des temps révolus. Espaces et silences traversés de pluies et de vents de sable. Derrière cette usure mes personnages sont thaumaturges, sois hiératiques ou cavaliers. Graves et immobiles. Témoins de hautes époques révolues. Tôles de fer ou plaques de cuivre, embouties, martelées, cannelées profondément, soudées entre elles, m’ont permis plus que tout autre matériau à recréer ce type de volume et de surface. La lenteur et la force de travail de forge me permettaient bien cette transposition. Je voulais sur la sculpture qu’usure et rythme rappellent ceux de la terre sous l’empire de ses éléments. C’est dans cette aventure de l’imaginaire que je me lançais en entrant dans ces terres fabuleuses… »

— catalogue Castel des Arts, 17 avril au 30 juin 1989, exposition collective organisée par l’association Le groupe Quartz (Alain Pruvost), Arts et Vie (Mathieu Mattei), Vallauris, 1989, np.
Les œuvres de Jean Vincent de Crozals font souvent l'objet de commandes de l'État et de l'Église et sont conservées, entre autres, à Paris au musée national d'Art moderne, à Moscou au musée Pouchkine et dans la cathédrale de la Nativité-de-Marie de Vence, ainsi que dans de nombreuses collections privées en France, Allemagne, Suède, Grande-Bretagne et aux États-Unis.

### Liste des œuvres

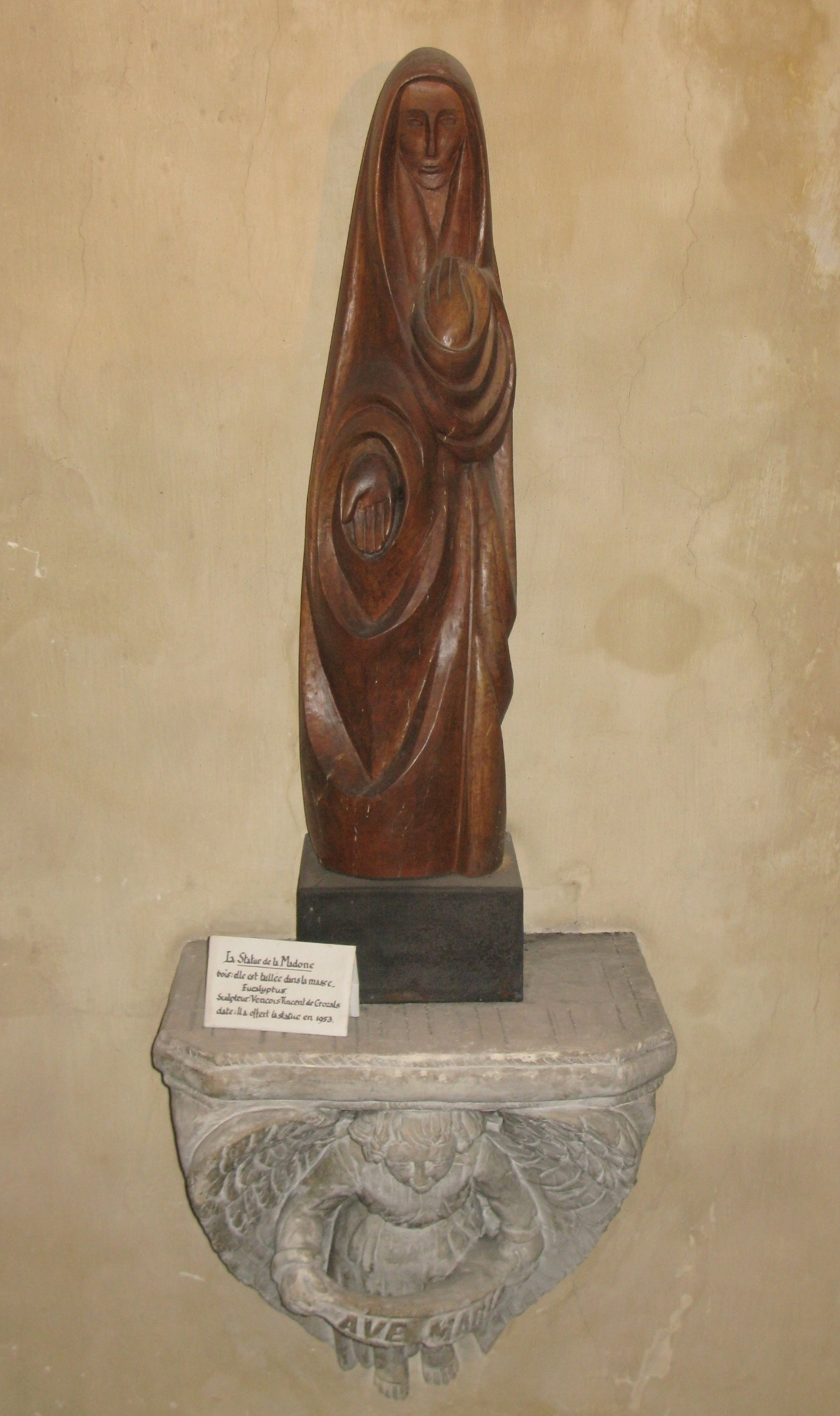
Madone (1953), bois d'eucalyptus,.

- Madone, 1953, bois d’eucalyptus122 × 33 cm, commande de l’Église, cathédrale de la Nativité-de-Marie de Vence[20].
- Taureau, 1955, fer forgé, commande d’État, Paris, musée national d'Art moderne[21].
- Illustration du livre On a crevé le paravent d’Henri Pevel aux Éditions Pierre Seghers, Paris, 1957[22].
- Illustration du livre Le balayeur promu d’Henri Pevel aux Éditions Pierre Seghers, Paris, 1960[23].
- Bas-relief en fer forgé galvanisé, 1961, 240 × 180 cm), commande d’État,ministère de l'Éducation nationale, pour le collège technique de Marseille (Centre d’apprentissage Roger Salengro)[24].

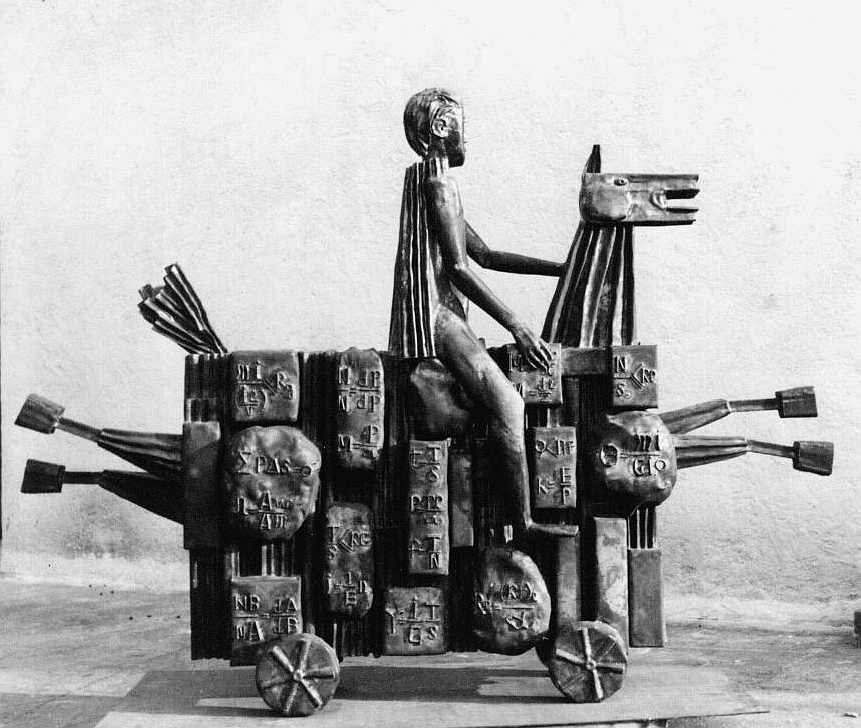
Le Cheval mécanique (1962), fer forgé galvanisé,.

- Le Cheval mécanique (1962), fer forgé galvanisé, 210 × 275 cm, commande d’État, ministère de l'Éducation nationale, pour le Collège technique de Nice (collège Les Eucalyptus)[25].

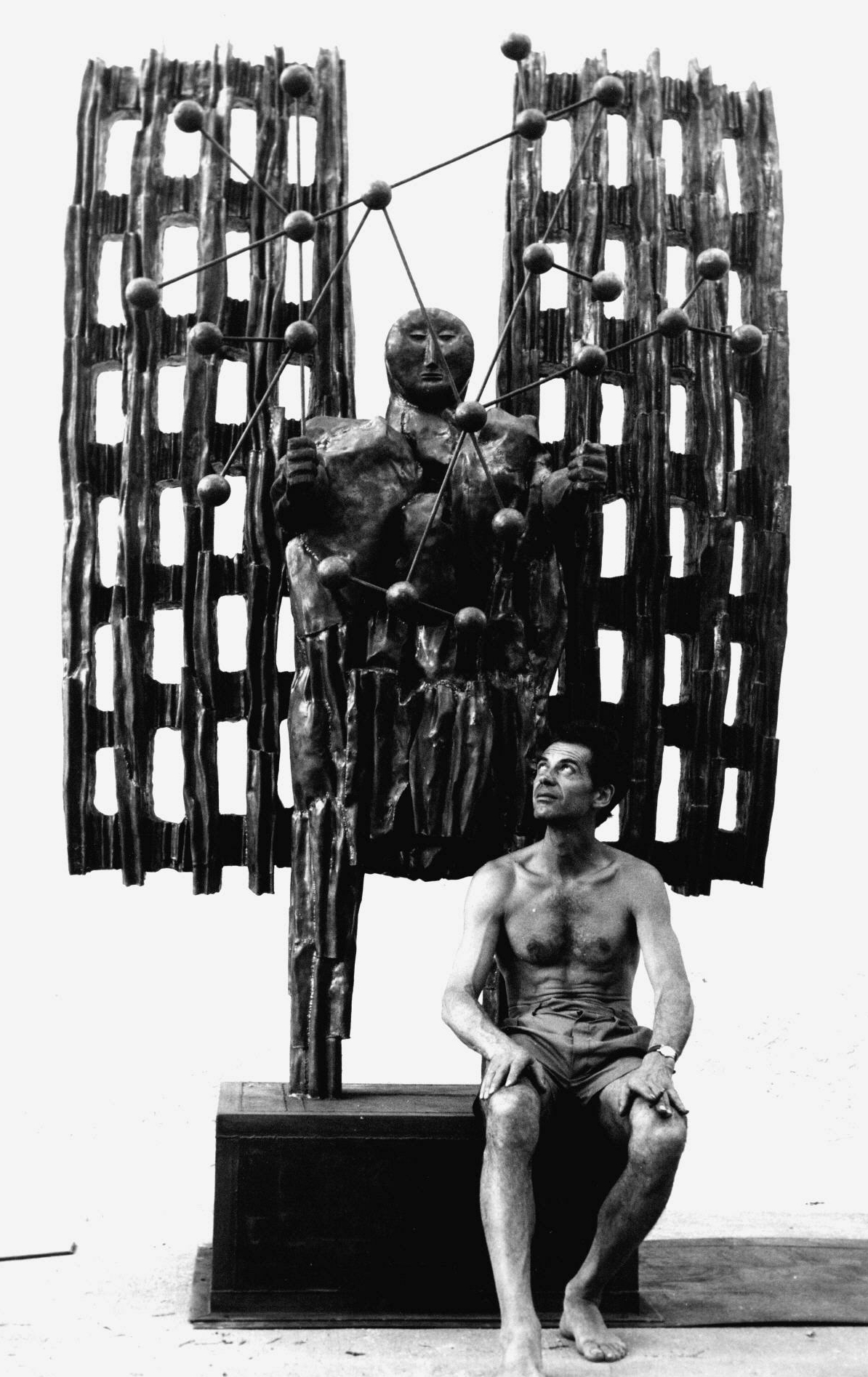
La Chimie (1963), fer forgé galvanisé, 3,50 m.

- La Chimie, 1963, statue de fer forgé galvanisé, 3,50 m, commande d’État, ministère des Arts et Lettres, pour la faculté des sciences de Nice[26].

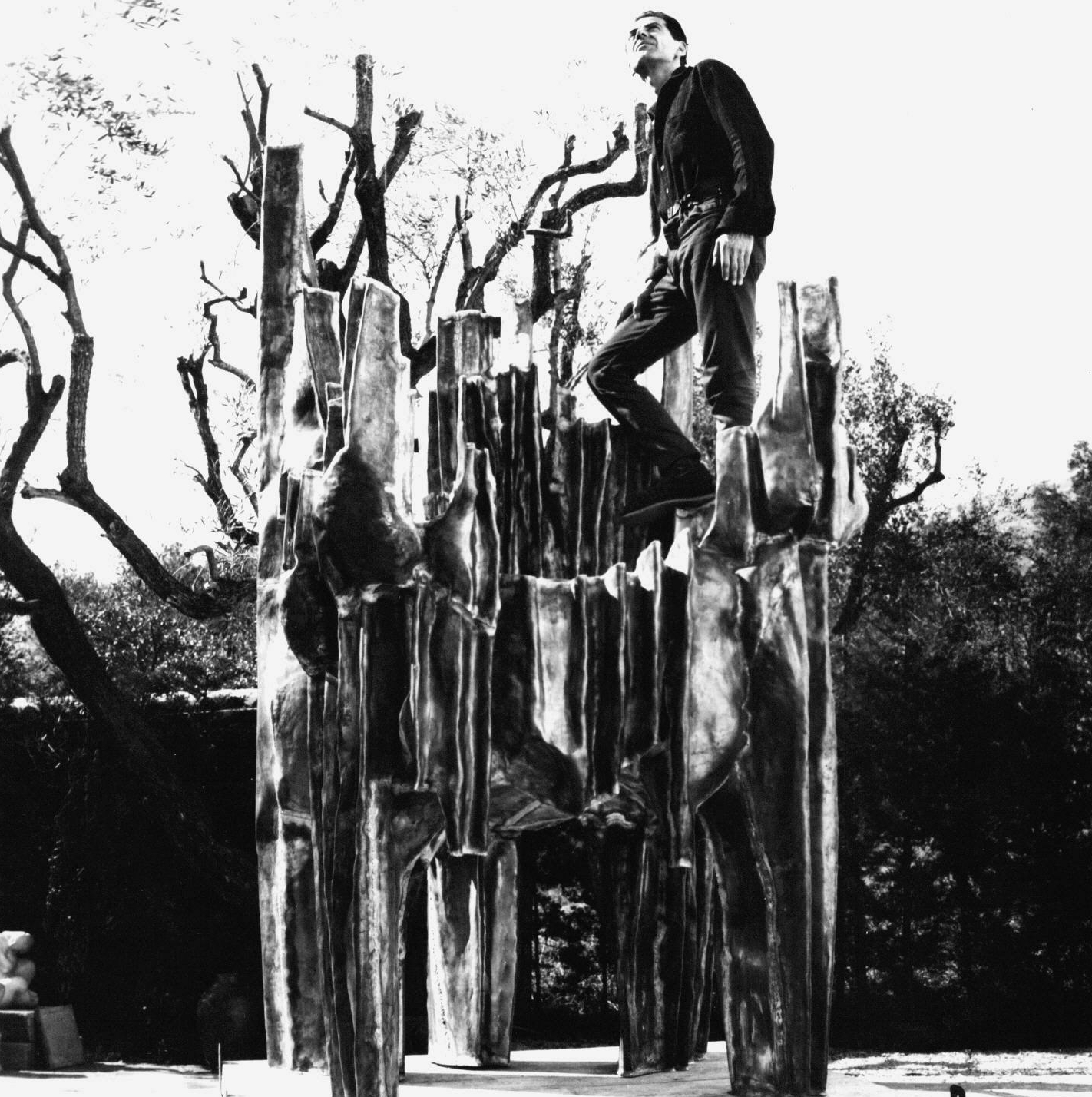
La Physique (1964), cuivre et bronze, 3,50 m.

- La Physique (1964), cuivre et bronze, 3,50 m, commande d’État, ministère des Arts et Lettres, pour la faculté des sciences de Nice[27].
- Le Haut lieu de la jeunesse, 1973, statue de fer forgé galvanisé, 2,10 m, commande d’État, C.E.S. de Cagnes-sur-mer (collège Jules Verne)[28].

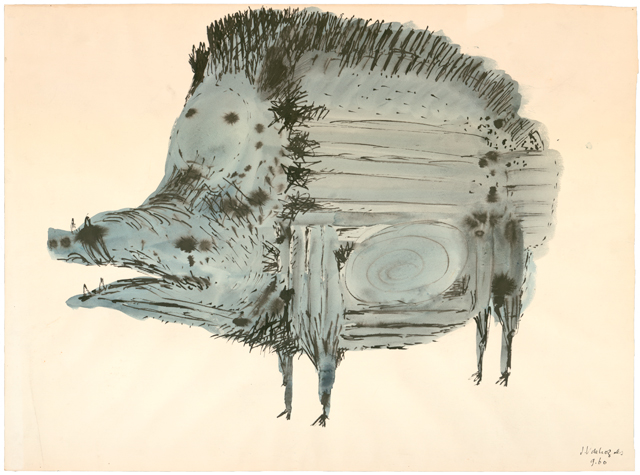
Le Sanglier (1960), gouache, Collection de l'art brut, Lausanne (Suisse).

- Le Sanglier, 1960, gouache et encre de Chine, une de 15 œuvres achetées par Jean Dubuffet et données au musée suisse Collection de l'art brut à Lausanne en 1976[29].

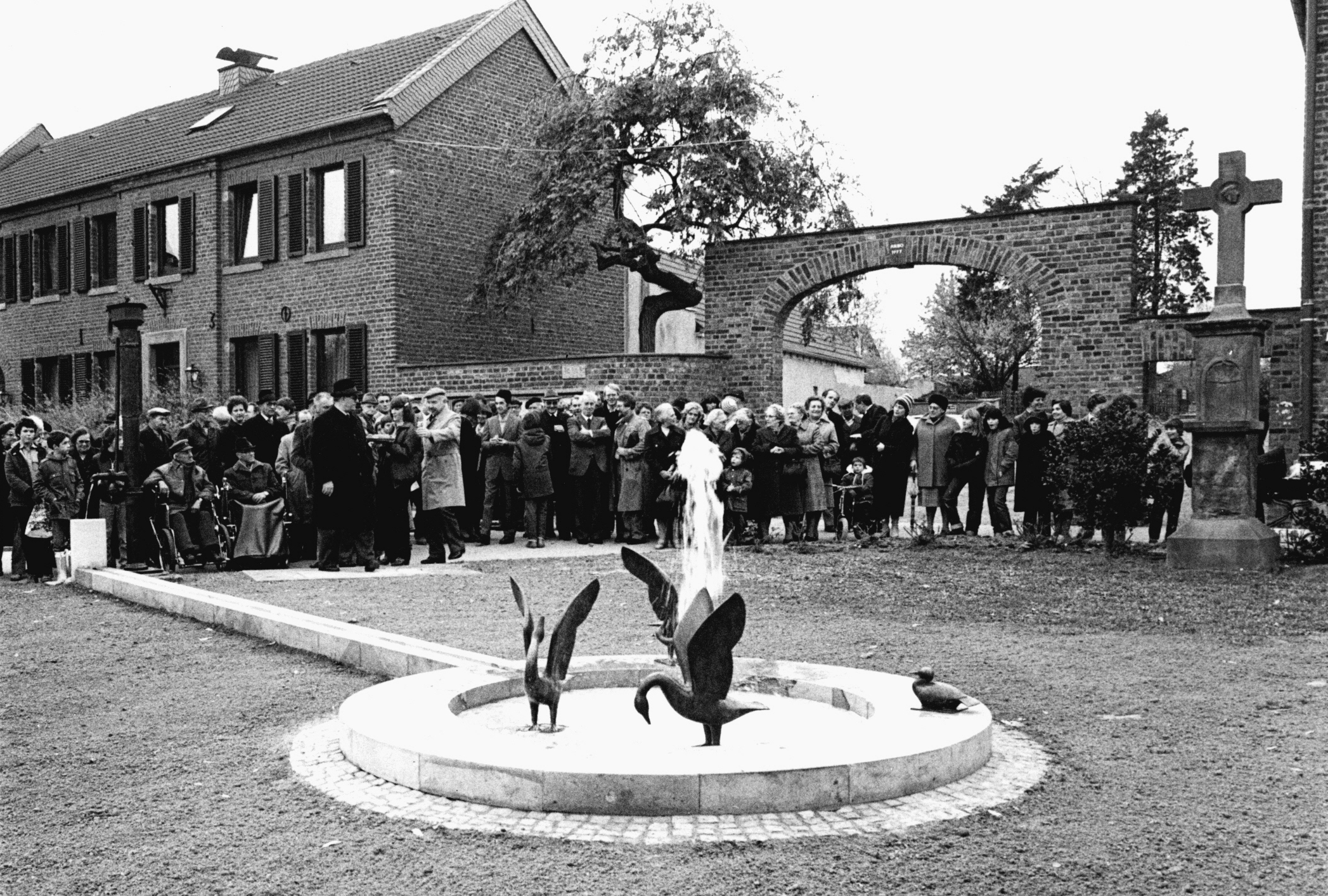
Fontaine de Nörvenich (1981), bronze et pierre.

- Fontaine, 1981, commande d’État, commune de Nörvenich (Allemagne)[30].

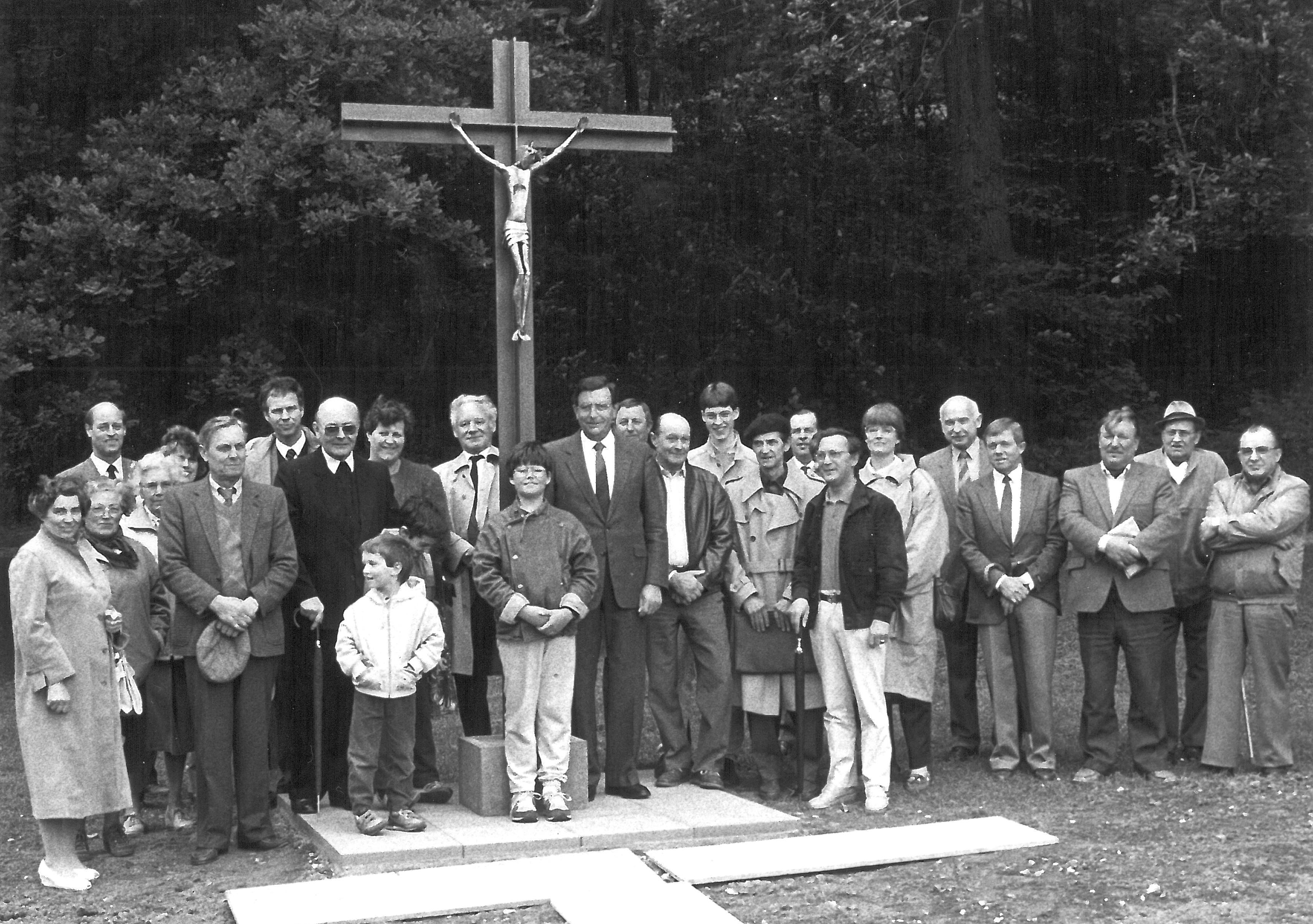
Christ (1987), Nörvenich, fer forgé galvanisé, 3,25 m.

- Christ (1987), fer forgé galvanisé, 3,25 m, commande d’État, commune de Nörvenich (Allemagne)[31].

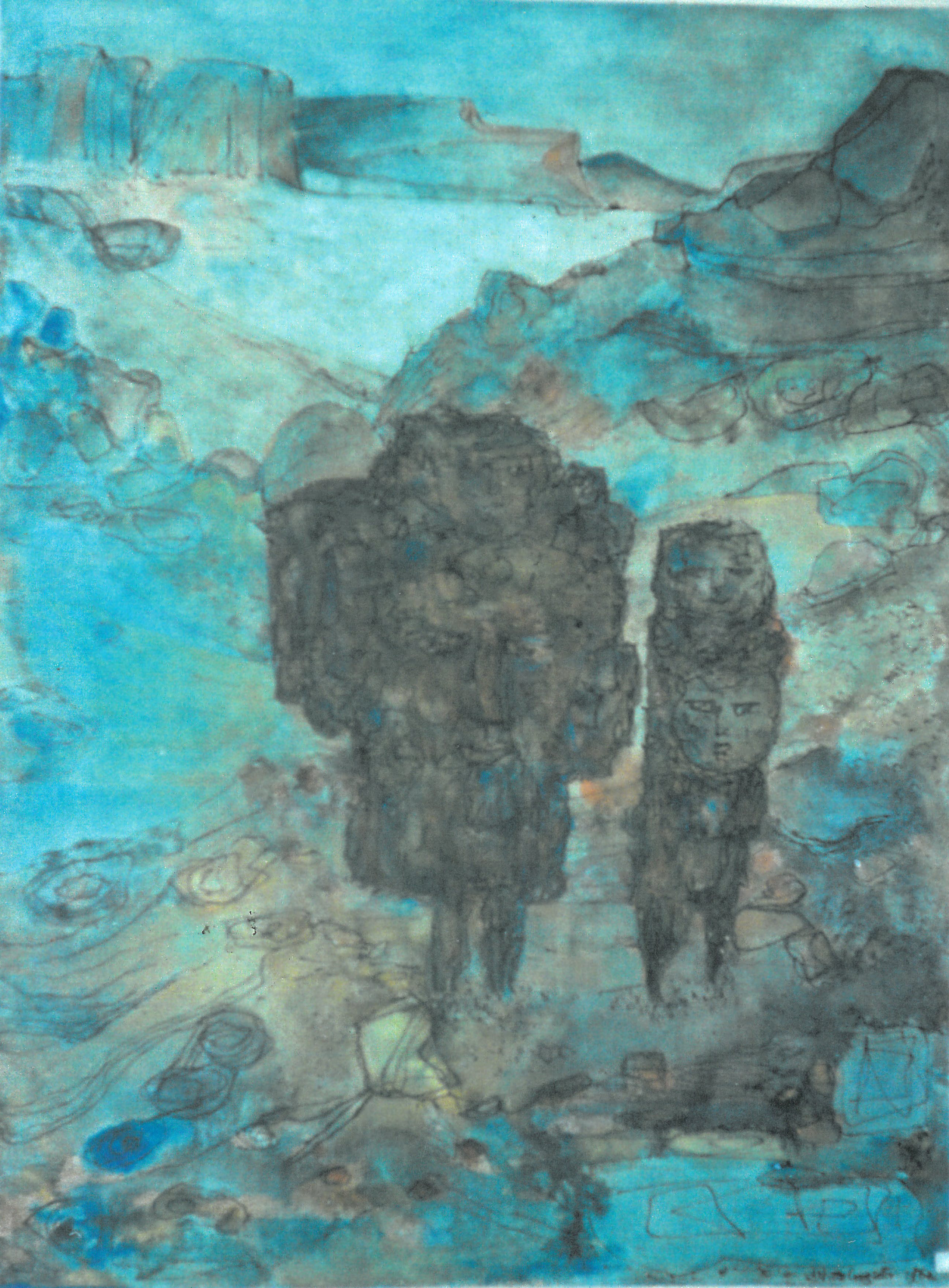
Le Roi et la reine (1994), gouache, Moscou, musée Pouchkine.

- Le Roi et la reine, 1994, gouache et encre de Chine, 65 × 50 cm, Moscou, musée Pouchkine[19].

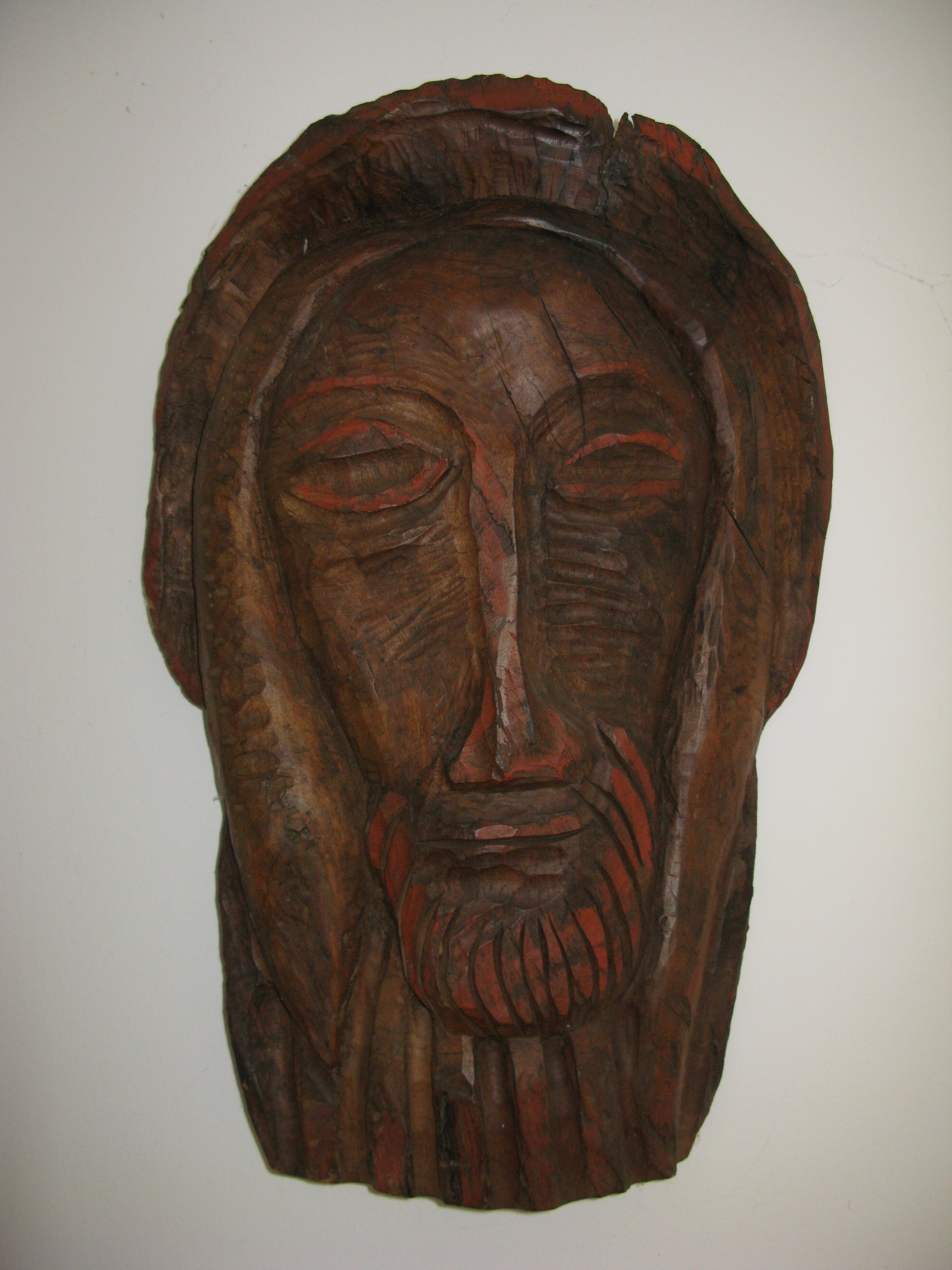
Visage du Christ (vers 1954), bois d’olivier,, église St. Maternus de Trèves (Allemagne).

- Visage du Christ, vers 1954, bois d’olivier, 66 × 46 cm, commande de l’Église, église St. Maternus de Trèves (Allemagne).
- Icare, 1970, fer forgé galvanisée, 109 × 90 cm), prêt permanent, base aérienne de Nörvenich, escadre tactique des forces aériennes 31 Boelcke.

## Expositions
- Exposition personnelle, Centre des relations internationales, Paris, 1952[19].
- Salons de la « Jeune Sculpture », musée Rodin, Paris, 1952-1958[19].
- Expositions personnelles, Lyon, 1954-1955[19].
- Exposition de groupe, Suède, 1955[19].
- Exposition de groupe, galerie Doucet, Paris, 1955[19].
- Première internationale de sculpture contemporaine, musée Rodin, Paris, 1956[19].
- « Comparaisons », musée d’Art moderne, Paris, 1956[19].
- Biennale de sculpture, musée du Louvre et musée des arts décoratifs, Paris, 1957[19].
- « Sculpture française contemporaine de l’École de Paris », musée Rodin, Paris, 1958[19].
- 5e biennale de sculpture, Yverdon (Suisse), 1958[19].
- « Bestiaire », exposition organisée par le Conservateur du musée Rodin, Paris, 1959[19].
- Exposition de groupe « Le cheval », galerie A. Weil, Paris, 1959[19].
- Sculptures contemporaines de l’École de Paris organisé par le conservateur du musée Rodin de Paris, Palais de la Méditerranée, Nice, 1959[19].
- « Bestiaire », exposition organisée par le conservateur du musée Rodin de  Paris, Palais de la Méditerranée, Nice, 1960[19].
- 2e Exposition internationale de sculpture contemporaine et de l’École de Paris, musée Rodin, Paris, 1961[19].
- « L’objet », musée des arts décoratifs, Paris, 1962[19].
- « Sculpture méditerranéenne », exposition organisée par le conservateur du musée Rodin de Paris, Palais de la Méditerranée, Nice, 1963[19].
- « Creatura », exposition internationale de sculpture contemporaine, Museum am Ostwall, Dortmund (Allemagne), 1963[32].
- « La musique et la danse », exposition de sculptures organisée par le musée Rodin de Paris, Palais de la Méditerranée, Nice, 1963[33].
- « Formes humaines », première biennale de sculpture, musée Rodin, Paris, 1964[19].
- Première exposition de sculptures, musée de Saint-Paul-de-Vence, 1964[34].
- « Formes humaines », exposition organisée par le conservateur du musée Rodin de Paris, Palais de la Méditerranée, Nice, 1964[35].
- Exposition au musée de Saint-Paul-de-Vence, 1965[19].
- Exposition organisée par le musée Rodin de Paris, Palais de la Méditerranée, Nice, 1966[19].
- « Artistes du soleil », expositions à Montreuil, Ivry, Argenteuil, Saint-Germain-en-Laye, 1966[19].
- « L’Art fantastique », Centre culturel Bastion Saint-André, Antibes, 1967[19].
- Exposition personnelle, Palais de la Méditerranée, Nice, 1967[19].
- « Dessins de sculpteurs et leur sculpture », exposition organisée par le musée Rodin de Paris, Palais de la Méditerranée, Nice, 1968[19].
- Festival international de sculpture, Avignon (Palais des Papes), 1969[19].
- « Internationale de sculpture », Fondation Port Barcarès, 1969[19].
- Salon d'automne, Grand Palais, Paris, 1969[19].
- Biennale de Menton, 1970[19].
- Salon d'automne, Grand Palais, Paris, 1970[19].
- Musée de la marine, Nice, 1971[19].
- « À la campagne », Vence, 1971[36].
- Ville de Vallauris, 1971[19].
- Festival international d’art, musée de Toulon, 1er grand prix de sculpture, 1972[37].
- Biennale de Menton, 1972[19].
- Maison des artistes, Cagnes-sur-mer[19].
- Festival international d'art, musée de la Ville de Toulon, 1973[38].
- « À la campagne », Vence, 1973[39].
- Jeune chambre internationale (JCI), Palais des expositions, Nice, 1973[35].
- Galerie d’Orsay, Cannes, 1973[19].
- Centre culturel, Vence, 1973[19].
- Galerie d’Orsay, Cannes, 1974[19].
- Centre culturel français, Cologne (Allemagne), 1974[19].
- I.B.M., La Gaude (06), 1975[40].
- Festival international d'art, musée de Toulon, 1975[35].
- Festival international d'art, musées de Toulon et Draguignan, 1976[19].
- Festival international d'art, musées de Toulon et Draguignan, 1977[19].
- Musées de Toulon et Draguignan, 1978[19].
- « Facetten », Euskirchen et Erftstadt-Lechenich (Allemagne), 1979[19].
- « Maison des Artistes », Cagnes-sur-mer, 1980[19].
- Erftstadt-Lechenich, 1981[19].
- Ancien monastère de Fréjus, 1982[19].
- Chapelle des Pénitents blancs, Vence, 1982[41].
- Centre culturel franco-allemand, Meckenheim (Allemagne), 1982[42].
- « Des sculptures et des gares », Menton et Biot, conseil régional Provence-Alpes-Côte d’azur, 1983[43],[44].
- Musée du château de Nörvenich (Allemagne), 1984[35],[7].
- « Natur und Tier », musée du château de Nörvenich (Allemagne), 1985[45].
- Palais des festivals, Cannes, 1986[46].
- Palais des festivals, Cannes, 1987[19].
- « Acropolis », Nice, 1988[19].
- Palais des Festivals, Cannes, 1988[47].
- Exposition internationale réalisée avec le concours du ministère de la Culture, « Castel des Arts », Vallauris, 1989[19].
- Galerie Lafrache, Cannes, 1989[19].
- « L’Art en place/s », Vence, 2008[48].
- Exposition personnelle « Jean Vincent de Crozals – sculptures et peintures », réalisée par la Ville de Vence, chapelle des pénitents blancs, Vence, 2013[49].
- « L’Art en place/s », Vence, 2013[50].
- « Matisse et Vence – l’émotion pure », Vence, 2017[51].